# Cyclotelus extinctus
Cyclotelus extinctus är en tvåvingeart som först beskrevs av Walker 1854.  Cyclotelus extinctus ingår i släktet Cyclotelus och familjen stilettflugor. Inga underarter finns listade i Catalogue of Life.